# Natalie Petiteau
Natalie Petiteau (née en 1963) est une historienne française, spécialiste de la période napoléonienne.

## Biographie
Née en 1963 à Besançon, Natalie Petiteau est la fille d'une mère dactylo et d'un père chef d'entreprise. Elle fait des études à l'université de sa ville natale, et  est agrégée d'histoire en 1986.
Elle est ensuite enseignante dans le secondaire tout en préparant une thèse de doctorat sous la direction de Claude-Isabelle Brelot à l'université de Tours en 1995. Cette thèse est intitulée Les anoblis du Premier Empire et leur postérité 1808-1914 : une identité perdue ?. Elle est publiée l’année suivante sous le titre Élites et mobilités : la noblesse d'Empire au XIXe siècle. Elle y analyse les processus d’ascension et de déclassement de ces personnalités anoblies et de leur descendance.
Ce doctorat lui permet d’être recrutée comme  maîtresse de conférences en histoire contemporaine à l'université d'Avignon en 1996. Elle est ensuite élue professeure à l'université de Poitiers, en 2003. Elle revient deux ans plus tard à Avignon à l'université d'Avignon, en 2005, et devient également dix ans plus tard, en 2015, vice-présidente responsable du conseil d'administration de cette université.
Ses travaux ont longtemps porté sur la période napoléonienne, plus précisément l'ombre portée de Napoléon Bonaparte sur le XIXe siècle et au-delà. Elle s’est employée à renouveler l'historiographie sur cette période, saturée, dit-elle, « par les biographies de l’Empereur ou de ses proches, l’histoire événementielle, la publication de sources »,.
Elle est à l'initiative d'une tribune, publiée dans Le Monde, de chercheurs et universitaires affichant leur soutien à Emmanuel Macron à l'occasion de l'élection présidentielle de 2017.
Ses travaux portent depuis la fin des années 2010 sur l’art équestre et l’histoire du cirque, avec notamment la publications en 2018 d’un ouvrage intitulé  Les bâtisseurs de l’éphémère  et consacré à la famille d’Alexis Gruss.

## Publications
- Élites et mobilités : la noblesse d'Empire au XIXe siècle, La Boutique de l'Histoire, 1997.
- Napoléon, de la mythologie à l'histoire, Seuil, 1999.
- Lendemains d'Empire : les soldats de Napoléon dans la France du XIXe siècle, La Boutique de l'Histoire, 2003.
- Les Français et l'Empire, La Boutique de l'Histoire/Éditions universitaires d'Avignon, 2008.
- Guerriers du Premier Empire : expériences et mémoires, Les Indes savantes, 2011.
- Écrire la mémoire : les mémorialistes de la Révolution et de l'Empire, Paris, Les Indes savantes, 2012.
- Napoléon Bonaparte : la nation incarnée, Armand Colin, Paris, 2015.